# Božena Laglerová
Božena Gabriela Vítězslava-Viktorie Laglerová (Praag, 11 december 1886 – aldaar, 8 oktober 1941) was een Tsjechisch luchtvaartpionier. Ze was de eerste Tsjechische vrouwelijke piloot met een vliegbrevet en de dertiende vrouwelijke piloot ter wereld. Ook was ze eerste Oostenrijkse vrouwelijke piloot van de Österreichischer Aero-Club en de tweede vrouwelijke piloot van Duitsland.

## Biografie
Laglerová werd geboren in de wijk Vinohrady in Praag, in huis nummer 15 (thans Tylovo náměstí nr. 3) als jongste van zeven kinderen. Haar vader was Vojtěch Lagler, secretaris van het Provinciaal Financieel Directoraat in Praag; haar moeder was Jozefa Lagrelová (geboortenaam: Počtová). Haar vader overleed in 1891, toen ze vijf jaar oud was, waarna ze werd opgevoed door haar oom Filip Počta aan moederskant. Hij was professor in de paleontologie en geologie aan de Karelsuniversiteit in Praag.
Laglerová studeerde zang aan het Conservatorium van Praag; in 1906 studeerde ze af. In 1907 en 1908 werkte ze als soliste in het Divadlo na Vinohradech. In 1909 vertrok ze naar Parijs om verder te studeren, maar door een stembandaandoening kon ze haar studie niet voltooien. In 1910 verhuisde ze terug naar Praag en probeerde ze een ander vak te leren, namelijk dat van beeldhouwer, maar wegens desinteresse stopte ze al na een jaar met die studie. Door Laglerovás zwager Václav Felix (echtgenoot van haar tien jaar oudere zus Kamila), een professor aan de Tsjechische Technische Universiteit in Praag, raakte ze geïnteresseerd in de luchtvaart.
In april 1911 volgde ze een opleiding bij Hans Grades' vliegschool in Bork bij Selm. Ze was zijn eerste vrouwelijke student. Op de dag voor haar examen liep ze een ernstige blessure op, waarvoor ze behandeld werd in Nouzov. Desondanks slaagde ze op 27 september 1911 voor haar pilotenexamen. Op 7 oktober 1911 won ze tijdens een luchtvaartwedstrijd in Hannover de zilveren beker. Daarmee haalde ze de eerste internationale luchtvaarttrofee voor Bohemen binnen. Op 19 oktober behaalde ze haar vliegbrevet in Duitsland met uitgiftenummer 125. Ze was de eerste Tsjechische vrouwelijke piloot met een vliegbrevet, maar niet de eerste vrouw die plaatsnam in een gemotoriseerd vliegtuig: Božena Kriegerová ging haar voor.

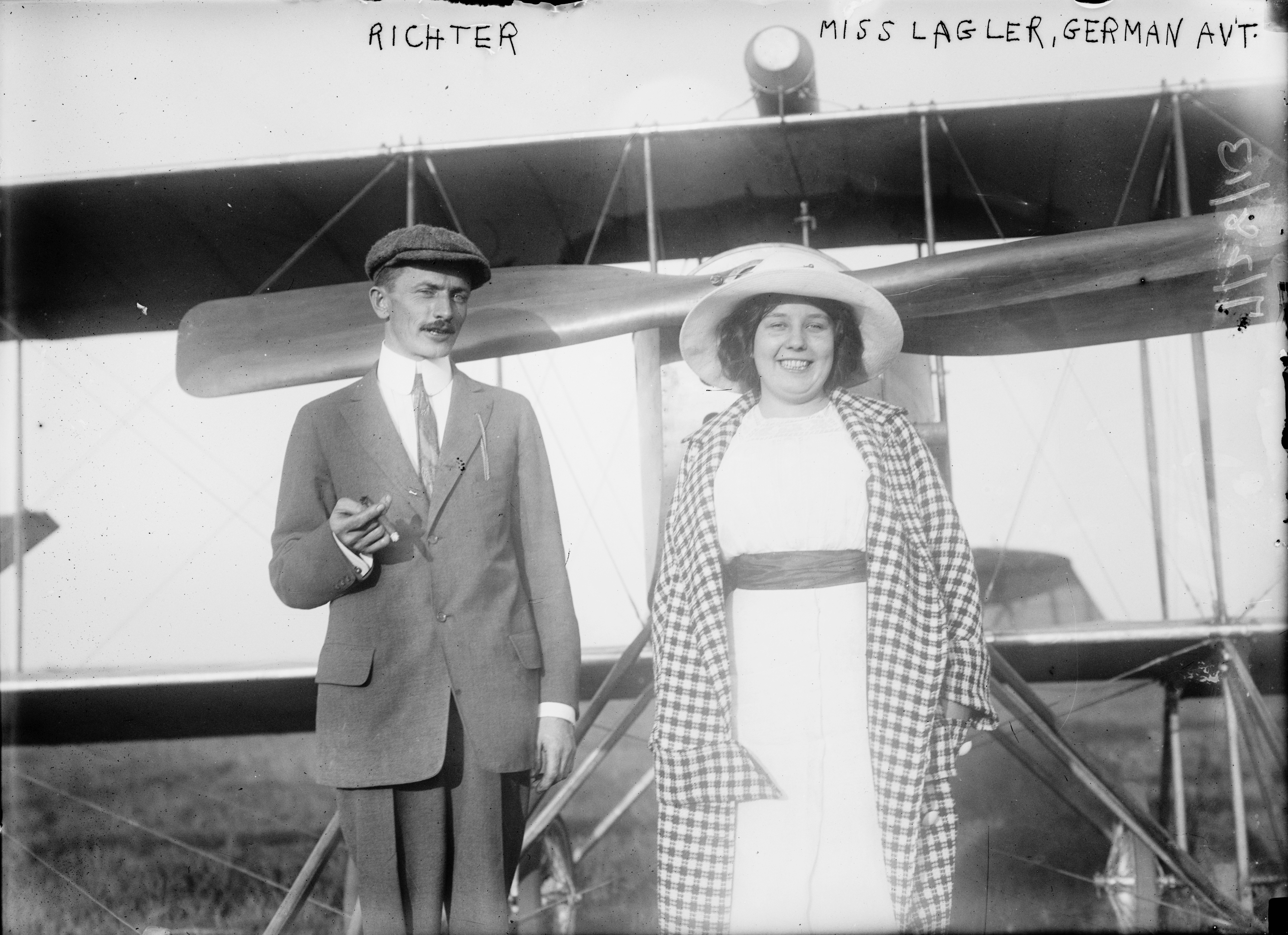
Laglerová met vliegpionier Joseph P. Richter (1913)

Tussen 1912 en 1913 maakte Laglerová meerdere succesvolle vluchten (voornamelijk als sportpilote) en verbleef enige tijd op Cuba en de Dominicaanse Republiek. In Haïti werd haar vliegtuig vernield door een boze menigte, waarna haar familie geld stuurde zodat ze op een andere manier thuis kon komen. Ze gebruikte het geld echter om naar de Verenigde Staten te reizen, waar ze aan de slag ging als kokkin en naaister om geld voor een nieuw vliegtuig bij elkaar te sparen. Voor het begin van de Eerste Wereldoorlog keerde ze daarmee terug naar huis.
Tijdens de Eerste Wereldoorlog probeerde Laglerová zich aan te melden bij de militaire luchtmacht, maar werd steeds afgewezen op basis van haar geslacht: alleen mannen zouden de luchtmacht mogen dienen. Na het einde van de oorlog stopte ze met vliegen, met name omdat de productie van het type vliegtuig dat ze gewend was stopte. Vervolgens werkte ze als journaliste en in november 1925 stelde ze zich kandidaat voor de Nationale Arbeiderspartij bij de parlementsverkiezingen, naast Karel Čapek. Ook gaf ze zangles en werkte ze als marketeer van de Tsjechische luchtvaartindustrie. Ze was betrokken bij de Masaryk Aviation League en publiceerde haar memoires.

## Privéleven
Op 22 april 1919 huwde Laglerová met Josef Peterka (1889-1966), die op dat moment vlieginstructeur en expert in de Tsjecho-Slowaakse luchtvaartfotogrammetrie was. In 1930 werd hij doctor in de natuurwetenschappen bij het Militair Geografisch Instituut en in 1936 universitair hoofddocent.
Laglerová overleed op 8 oktober 1941 in Praag-Bubeneč aan een hartaandoening. Ze woonde op dat moment in haar appartement op Leteckástraat 48 (thans Jugoslávských partyzánů 48). Drie dagen later werd ze begraven op de begraafplaats aldaar.